# گربه‌کوسگان پشت‌باله
گربه‌کوسگان پشت‌باله (نام علمی: Proscylliidae) نام یک تیره از راسته زمین‌کوسه‌سانان است.